# Monolepta lepida
Monolepta lepida is een keversoort uit de familie bladkevers (Chrysomelidae). De wetenschappelijke naam van de soort werd in 1858 gepubliceerd door Louis Jérôme Reiche.